# Темнотелки
Темнотелки, или щитовидки (лат. Trogossitidae) — семейство насекомых из отряда жесткокрылых.

## Описание
Встречаются во всём мире. Есть синантропные виды и важные карантинные объекты. Например мавританская козявка (Tenebroides (Trogossita) mauritanicus), которая не только уничтожает гусениц зерновой моли и личинок амбарного долгоносика (что полезно), но одновременно и вредит, выедая зародыши зёрен.
В России около 10 видов, в мире — 600. Длина удлинённого (цилиндрического) или сплющенного (щитовидного) тела от 1 до 35 мм (в России от 4 до 19 мм). Усики 8—11-члениковые, булавовидные. Жвалы с 1 или 2 (редко 3) зубцами. Лапки обычно 5-члениковые, ноги короткие. Четвёртый членик лапок очень короткий. Обитают под корой и в мёртвой древесине, в продовольственных запасах. Преимущественно хищники.

## Классификация
Выделяют от 2 до 9 подсемейств.
В 2019 году часть триб и подсемейств из Trogossitidae были выделены в отдельные семейства Lophocateridae, Peltidae, Protopeltidae, Rentoniidae, Thymalidae.
- Peltinae Kirby, 1837 (=Ostomatinae, Ostominae, Peltidae)
  - Colydiopeltini
    - Colydiopeltis — Parapeltis

  - Peltini
    - Peltis
- Lophocaterinae Crowson, 1964
  - Lophocaterini
    - Eronyxa — Grynocharina — Grynocharis — Indopeltis — Lophocateres — Lycoptis — †Peltocoleops — Peltonyxa — †Promanodes — Promanus — Trichocateres

  - Decamerini
    - Antixoon — Decamerus — Diontolobus — ?Ostomodes

  - Ancyronini[10]
    - Afrocyrona — Ancyrona (Latolaeva) — Grynoma — Leptonyxa — Neaspis — † Sinosoronia

  - Thymalini
    - Australiodes — Parentonium — Protopeltis — Rentonellum — Rentonidium — Rentonium — Thymalus — †Juralithinus — †Meligethiella — †Ostomalynus
- Trogossitinae Latreille, 1802
  - Calityini
    - Calitys

  - Egoliini
    - Acalanthis — Calanthosoma — Egolia — Necrobiopsis — Paracalanthis

  - Gymnochilini
    - Anacypta — Gymnocheilis (Gymnochila, Lepidopteryx) — Kolibacia — Leperina — Narcisa — Phanodesta — Seidlitzella — Xenoglena 

  - Larinotini
    - Larinotus

  - Trogossitini
    - Airora — Alindria — Corticotomus — †Cretocateres — Dupontiella — Elestora — †Eotenebroides — Eupycnus — Euschaefferia — Leipaspis — Melambia — Nemozoma — Parallelodera — Temnoscheila — Tenebroides — †Thoracotes

  - Lithostomatini
    - †Lithostoma
- incertae sedis (†Anhuistoma — †Meligethiella — †Ostomalynus — †Palaeoendomychus — †Peltocoleops — †Sinosoronia)

## Фауна России
- Род Nemosoma Latreille, 1804. В России — 3 вида.
- Род Temnochila Westwood, 1835. В России — 2 вида.
- Род Tenebroides Piller et Mitterpacher, 1783 (=Trogossita Olivier). В России — 2 вида.
- Род Leperina Erichson, 1844. В России — 2 вида.
- Род Xenoglena Reitter, 1876. В России — 1 вид.

## Галерея

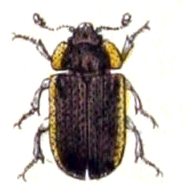
Grynocharis oblonga
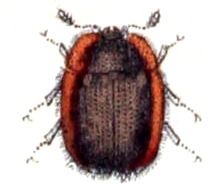
Thymalus limbatus
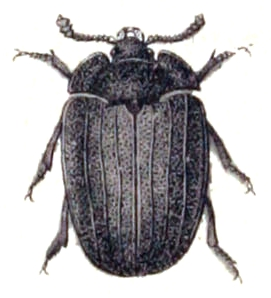
Щитовидка большая (Peltis grossa)
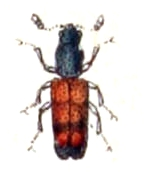
Nemozoma elongatum
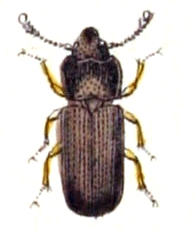
Tenebroides mauritanicus